# SPLOT (organizacja)
Sieć Wspierania Organizacji Pozarządowych SPLOT - związek stowarzyszeń, których podstawowym celem jest "zwiększanie umiejętności zarządzania organizacjami pozarządowymi i umożliwianie długofalowego działania organizacji, rozwój współpracy pomiędzy instytucjami państwowymi, samorządowymi i pozarządowymi, propagowanie wiedzy o organizacjach pozarządowych".
Sieć SPLOT założyło sześć organizacji w roku 1994 jako nieformalną platformę współpracy na podstawie umowy o współdziałaniu. W styczniu 2003 sieć SPLOT została zarejestrowana sądownie jako związek stowarzyszeń. 
Ośrodki regionalne Sieci SPLOT mieszczą się w Białymstoku, Elblągu, Ełku, Gdańsku, Jeleniej Górze, Koszalinie, Lesznie, Lublinie, Łęczycy, Łodzi, Olsztynie, Opolu, Piotrkowie Trybunalskim, Poznaniu, Rybniku, Słupsku, Skierniewicach, Toruniu, Wałbrzychu, Warszawie, Wrocławiu, Zielonej Górze.